# Al-Qutayfah
Al-Qutayfah is een plaats in het Syrische gouvernement Rif Dimashq en telt 16.360 inwoners (2008).